# 아마기 철도 아마기선
아마기 선(일본어: 甘木線)은 일본 사가현 미야키군 기야마정 기야마역과 후쿠오카현 아사쿠라시 아마기역을 연결하는 총 연장 13.7km의 아마기 철도의 노선이다.

## 사용 차량
- AR300형 동차: 7량, 2001년 도입
- AR400형 동차: 1량, 2001년 도입

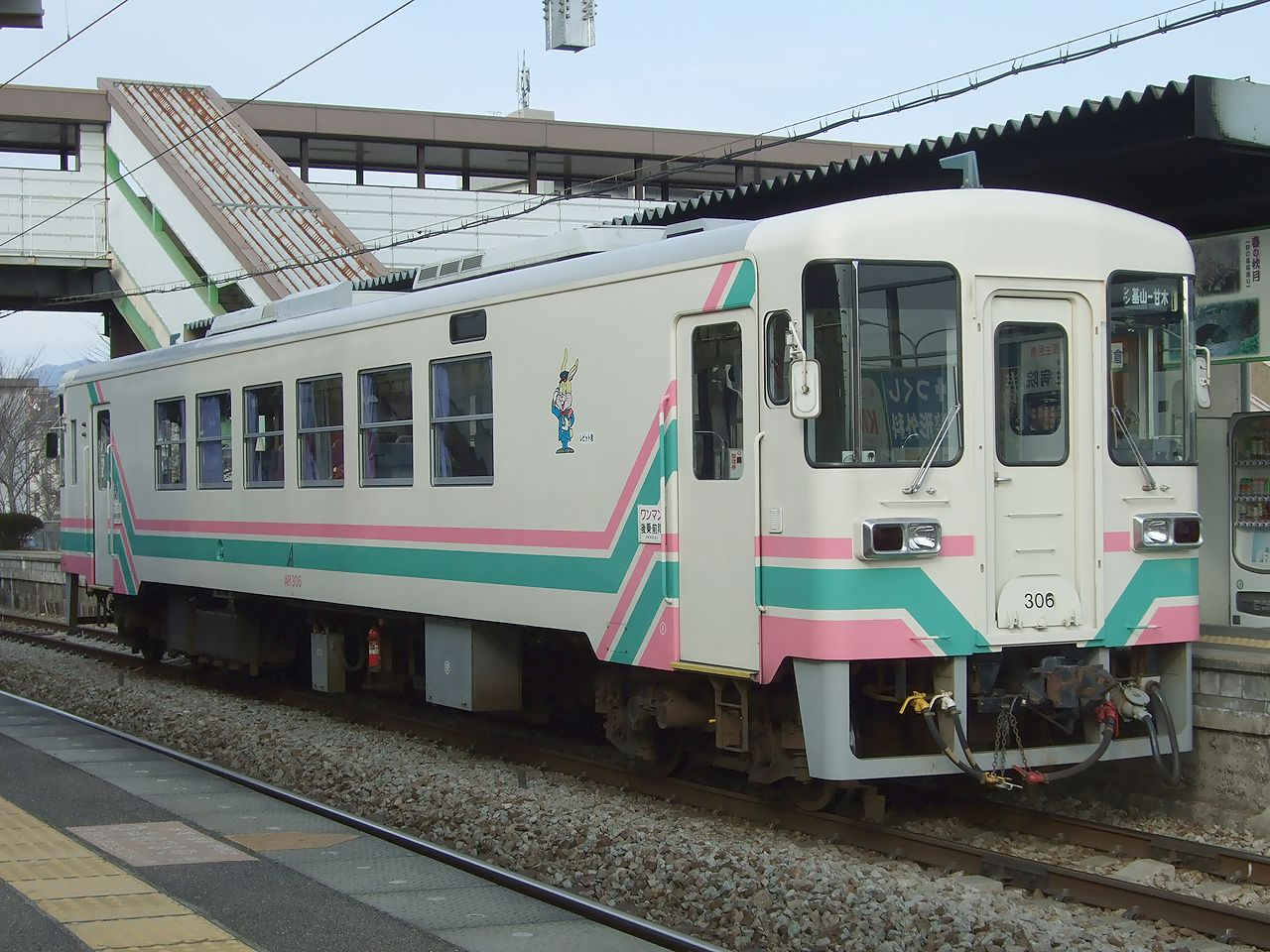
AR300형 동차(AR306)

## 역사
- 1939년 4월 28일: 기야마 ~ 아마기 구간이 개통.
- 1984년 9월 19일: 화물 영업 폐지.
- 1986년 4월 1일: 일본국철 아마기 선 폐지, 아마기 철도에 이관

## 역 목록
| 역명           | 일어 역명  | 역간 거리 | 영업 거리 | 접속 노선                   | 소재지                   | 소재지                   |                                              |
| -------------- | ---------- | --------- | --------- | --------------------------- | ------------------------ | ------------------------ | -------------------------------------------- |
| 기야마         | 基山       | -         | 0.0       | 규슈 여객철도 가고시마 본선 | 사가현 미야키군 기야마정 | 사가현 미야키군 기야마정 |                                              |
| 다테노         | 立野       | 1.3       | 1.3       |                             | 사가현 미야키군 기야마정 | 사가현 미야키군 기야마정 |                                              |
| 오하라 신호장  | 大原信号場 | -         | 2.5       | 후쿠오카현                  | 오고리시                 | 오고리시                 |                                              |
| 오고리         | 小郡       | 2.5       | 3.8       | 후쿠오카현                  | 오고리시                 | 오고리시                 | 서일본 철도 덴진오무타 선 (니시테쓰오고리역) |
| 오이타이       | 大板井     | 0.7       | 4.5       | 후쿠오카현                  | 오고리시                 | 오고리시                 |                                              |
| 마쓰자키       | 松崎       | 1.9       | 6.4       | 후쿠오카현                  | 오고리시                 | 오고리시                 |                                              |
| 이마구마       | 今隈       | 1.3       | 7.7       | 후쿠오카현                  | 오고리시                 | 오고리시                 |                                              |
| 니시타치아라이 | 西太刀洗   | 0.7       | 8.4       | 후쿠오카현                  | 미이군 다치아라이정      |                          |                                              |
| 야마구마       | 山隈       | 1.2       | 9.6       | 후쿠오카현                  | 아사쿠라군 지쿠젠정      | 아사쿠라군 지쿠젠정      |                                              |
| 다치아라이     | 太刀洗     | 0.8       | 10.4      | 후쿠오카현                  | 아사쿠라군 지쿠젠정      | 아사쿠라군 지쿠젠정      |                                              |
| 다카타         | 高田       | 1.4       | 11.8      | 후쿠오카현                  | 아사쿠라군 지쿠젠정      | 아사쿠라군 지쿠젠정      |                                              |
| 아마기         | 甘木       | 1.9       | 13.7      | 후쿠오카현                  | 서일본 철도 아마기 선    | 아사쿠라시               |                                              |

## 같이 보기
- 일본의 철도 회사 목록